# Sylvie Gruszczynski

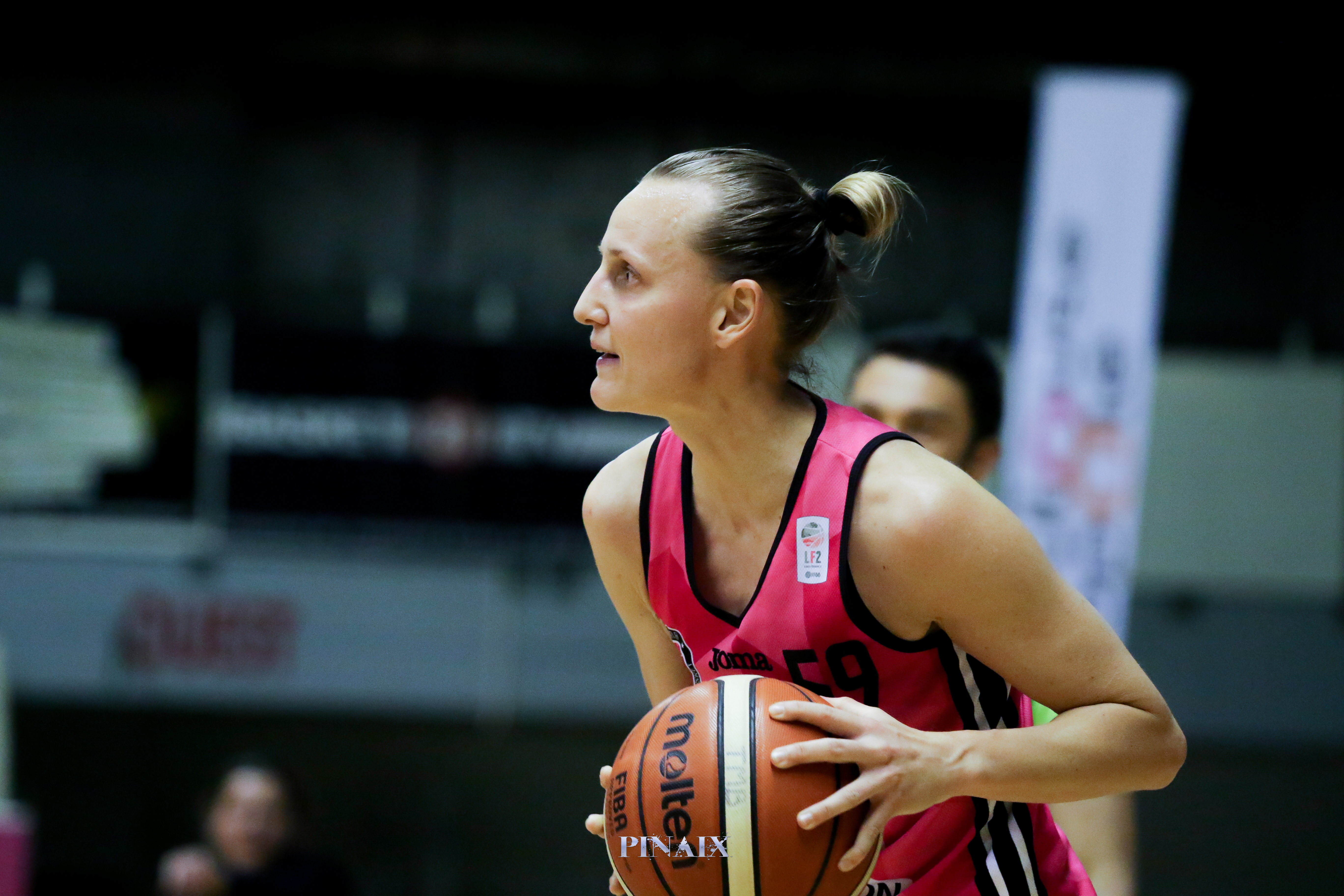
Sylvie Gruszczynski en 2019.

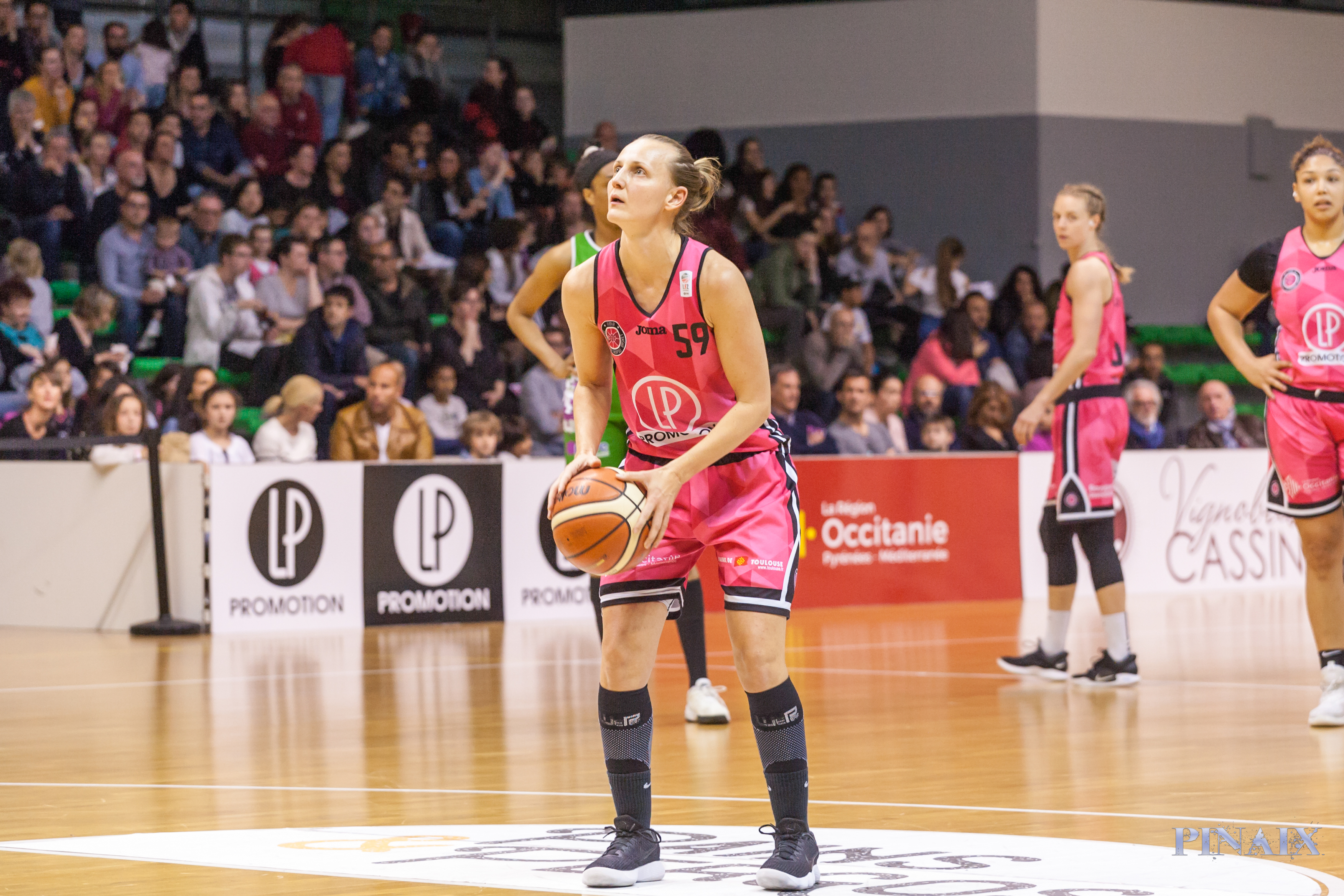
Sylvie Gruszczynski au gymnase Compans-Caffarelli de Toulouse en 2019.

Sylvie Gruszczynski (née le 26 mai 1986 à Seclin) est une joueuse de basket-ball française évoluant au poste de meneuse. Elle mesure 1,72 m.

## Biographie

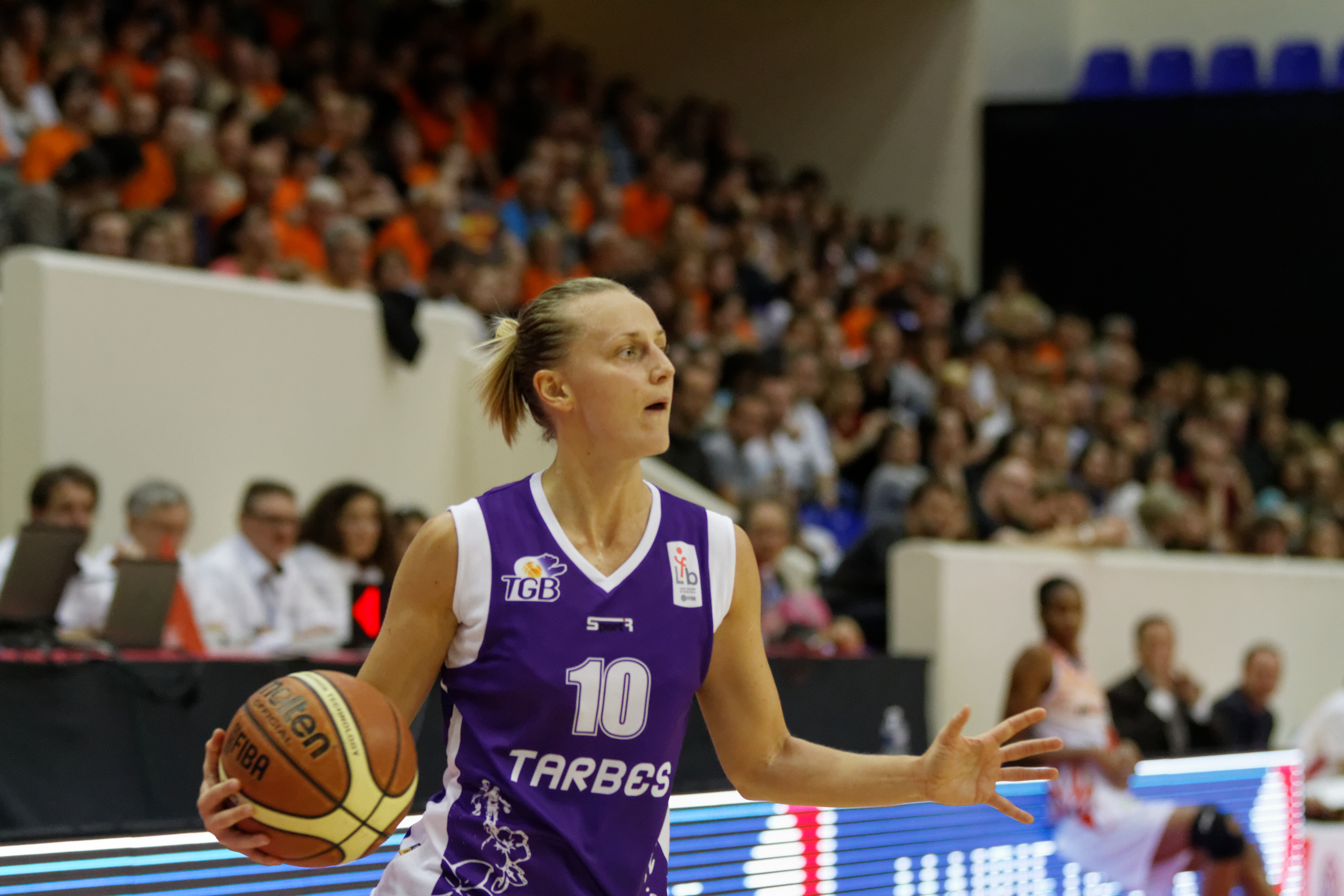
Sylvie Gruszczynski, lors de l'Open LFB 2013

Après deux saisons au Pays d'Aix (10,1 points à 51.5%, 3,4 rebonds, 1,3 interception, 3,6 passes décisives et 10,6 d'évaluation en 2013), elle retrouve à Tarbes Cyril Sicsic, son entraîneur à Calais. elle . Vice-championne du monde 3x3en 2012.
Elle remporte le championnat de Ligue 2 en 2016 avec Tarbes.
Elle reste une saison de plus à Tarbes en LFB (6 points à 39 % dont 33 % à 3 points, 1,7 rebond, 2,3 passes et 0,8 interception pour 5,4 d’évaluation en 24 minutes), puis s'engage tout comme Lucie Carlier pour 2017-2018 avec le club relégué de Toulouse.

En avril 2019, elle annonce prendre sa retraite sportive au terme de sa saison avec Toulouse afin de devenir conseillère technique pour la Ligue d'Occitanie de basket-ball.

## Clubs successifs
- 2000-2001 : Centre fédéral de Toulouse (NF2)
- 2001-2004 : Centre fédéral de Paris (NF1)
- 2004-2006 : Union sportive Valenciennes Olympic
- 2006-2007 : Mourenx BC
- 2007-2008 : Arras Pays d'Artois Basket Féminin
- 2008-2010 : Basket Lattes Montpellier Agglomération
- 2010-2011 : COB Calais
- 2011-2013 : Pays d'Aix Basket 13
- 2013-2017 : Tarbes Gespe Bigorre
- 2017-2019 : Toulouse Métropole Basket

## Palmarès
Clubs
- 2004-2005
  - championne de France
  - vainqueur du Tournoi de la Fédération
  - finaliste de la Coupe de France avec Valenciennes
- Vainqueur du Challenge round 2015[6]
- Finaliste du Championnat de LF2 2019

Sélections nationales
- Vice-championne du monde 3×3 2012
- championne d'Europe 2005 avec l'équipe de France des 20 ans et moins
- Médaille de bronze du Championnat du monde des 21 ans et moins en 2007
- Médaillée de bronze du Championnat d'Europe des 20 ans et moins en 2006
- Championne d'Europe cadette en 2001

## Distinctions personnelles
- Meilleur meneuse de l'Euro Juniors en 2004
- Championne Ligue 2 en 2016[3]